# Ogólna teoria zatrudnienia, procentu i pieniądza
Ogólna teoria zatrudnienia, procentu i pieniądza (oryginalny tytuł: The General Theory of Employment, Interest and Money) to książka autorstwa angielskiego ekonomisty Johna Maynarda Keynesa wydana w roku 1936 i uważana za jego opus magnum. W swoim dziele Keynes krytykuje liberalizm gospodarczy, popiera natomiast interwencjonizm. Teorie Keynesa były reakcją na kryzys ekonomiczny lat 30. XX wieku.